# Гибелта на Александър Велики
„Гибелта на Александър Велики“ е български игрален филм (драма) от 1968 година на режисьора Владислав Икономов, по сценарий на Любомир Левчев. Оператор е Крум Крумов. Музиката във филма е композирана от Кирил Цибулка.

## Актьорски състав
- Григор Вачков – Александър Карев, монтажист - „Александър Велики“
- Жоржета Чакърова – Светла, приятелката на Сашо
- Лили Енева – Младенка, съпругата на Карев
- Добромир Манев – Александър „Сашо“ Савинов
- Весела Радоева – белгийката
- Мартина Вачкова – дъщерята Мини
- Невена Коканова – гостенката от София
- Сотир Майноловски – Константин Иванов Тих, работник искащ назаем по 5 лв.
- Димитър Панов – нощният пазач
- Иван Стефанов – Иван Стофелов, главен инженер
- Лили Ботева – работничка
- Никола Динев
- Георги Раданов – журналистът
- Евстати Стратев – Ненов
- Любомир Шарланджиев - литературния редактор
- Николай Георгиев
- Хиндо Касимов
- Пейчо Драгоев
- Димитър Коканов
- Иван Джамбазов – Гошмата
- Георги Георгиев – Гочето
- Хари Тороманов – работник
- Динко Динев – работник
- Досьо Досев – работник
- Тодор Тодоров – работник
- Найчо Петров – сервитьора в ресторанта
- В. Лозанов
- А. Маринов
- Н. Колев
- Д. Добрилов
- М. Желязков
- Д. Пеев
- В. Динева
- К. Иванова